# Ковалёв, Константин Федотович
Константин Федотович Ковалёв (20 мая 1913, Мингрельская, Таманский отдел, Кубанская область, Российская империя — 16 февраля 1995, Мингрельская, Абинский район, Краснодарский край, Россия) — советский лётчик-ас истребительной авиации ВМФ СССР во время Великой Отечественной войны, Герой Советского Союза (22.01.1944). Капитан (4.01.1944). 

## Биография
Родился 20 мая 1913 года в станице Мингрельская (ныне Абинского района Краснодарского края) в семье кустаря. Как и отец, некоторое время работал в колхозе сапожником. Затем окончил строительную школу ФЗУ в Новороссийске, работал арматурщиком на заводе «Красный котельщик» в городе Таганроге, затем — в Ростове-на-Дону.
В июле 1934 года направлен на службу в Красную Армию по комсомольскому призыву. В 1937 году окончил 7-ю военную школу лётчиков в Сталинграде. С ноября 1937 года служил младшим лётчиком в отдельном авиационном отряде ВВС Московского военного округа. В августе 1938 года уволен в запас.
С апреля 1940 года работал лётчиком-инструктором в Сталинградском аэроклубе имени В. С. Хользунова.
Сразу после начала Великой Отечественной войны повторно призван в Вооружённые Силы СССР, но теперь его направили в ВМФ СССР. В декабре 1941 года окончил Курсы усовершенствования начсостава ВВС ВМФ, действовавшие сначала в городе Ейске, потом в эвакуации в Моздоке. С декабря 1941 года сражался в Великой Отечественной войне в качестве командира звена 11-го истребительного авиационного полка ВВС Краснознамённого Балтийского флота, в котором воевал на истребителях И-15 бис и И-16. Полк вступил в бой после завершения формирования в середине февраля 1942 года и действовал над Ладожским озером, прикрывая «Дорогу жизни», а также привлекался к защите подступов к Ленинграду со стороны Финского залива. Первую воздушную победу одержал 28 мая 1942 года, сбив в группе с товарищами немецкий Ме-109 над Осиновцем. 
В августе (по другим данным в октябре) 1942 года переведён на должность заместителя командира эскадрильи в 21-й истребительный авиационный полк ВВС Балтийского флота, в котором освоил более современный Як-7. 22 октября 1942 года принимал участие в отражение вражеского десанта на остров Сухо и в воздушных боях над островом сбил в группе сразу 2 немецких самолёта. Принимал участие в прорыве блокады Ленинграда. С марта 1943 года воевал командиром звена и заместителем командира эскадрильи (с октября 1943) в составе 13-го истребительного авиационного полка ВВС Краснознамённого Балтийского флота. Участвовал в дальнейших сражениях битвы за Ленинград, в Ленинградско-Новгородской и Выборгско-Петрозаводской наступательных операциях. 
К середине октября 1943 года заместитель командира эскадрильи 13-го истребительного авиационного полка (9-я штурмовая авиационная дивизия, ВВС Балтийского флота) старший лейтенант К. Ф. Ковалёв совершил 350 боевых вылетов (включая 42 на разведку и 34 на штурмовку наземных войск), в 35 воздушных боях сбил лично 12 и в составе группы — 12 самолётов противника. За эти подвиги представлен к званию Героя Советского Союза.
Указом Президиума Верховного Совета СССР «О присвоении звания Героя Советского Союза офицерскому составу Военно-Морского флота» от 22 января 1944 года за «образцовое выполнение боевых заданий командования на фронте борьбы с немецкими захватчиками и проявленные при этом отвагу и геройство» старшему лейтенанту Ковалёву Константину Федотовичу присвоено звание Героя Советского Союза с вручением ордена Ленина и медали «Золотая Звезда» (№ 2914).
До сентября 1944 года воевал в рядах того же полка, в начале 1944 года пересел на истребитель Як-9 и значительно увеличил счёт своих воздушных побед. С сентября 1944 года по январь 1945 года учился на Высших офицерских курсах ВВС ВМФ. С января 1945 года находился в распоряжении командующего ВВС КБФ. С апреля 1945 года — штурман 10-го гвардейского истребительного авиационного полка ВВС КБФ, в котором принял участие в завершающих боях Восточно-Прусской наступательной операции. 
Всего за годы войны произвёл 487 успешных боевых вылетов, участвовал в 54 воздушных боях, сбил лично 22 и в группе с товарищами — 14 самолётов противника. В литературе есть и иные данные о числе побед К. Ф. Ковалёва, например 17 личных и 17 групповых, 19 личных и 12 в группе, 20 лично и 13 в группе, 21 личная и 13 в группе, 20 личных и 14 групповых, 20 личных и 15 групповых. 
В 1945 году окончил Высшие офицерские курсы ВВС ВМФ. Служил в том же полку штурманом, в декабре 1945 года стал командиром звена. В мае 1946 года капитан К. Ф. Ковалёв уволен в запас по болезни. 
Жил и работал в Краснодаре. В 1980-х — 1990-х годах жил в станице Мингрельской. Был женат на Екатерине Дмитриевне, в семье было двое сыновей — Виталий и Константин.
Умер 16 февраля 1995 года, похоронен в станице Мингрельской.

## Награды
- Герой Советского Союза (22.01.1944)
- Орден Ленина (22.01.1944)
- Три ордена Красного Знамени (21.10.1942, 22.05.1943, 28.07.1943)
- Орден Отечественной войны 1-й степени (11.03.1985)
- Медаль «За оборону Ленинграда» (1943)
- Ряд других медалей СССР

## Память
- Самолёт «Як-7», на котором летал К. Ф. Ковалёв, стал экспонатом военного музея в Ленинграде[14].
- Имя Ковалёва К. Ф. носила молодёжная бригада, работавшая на одном из авиазаводов Сибири.

## Интересные факты
- В 1944 году автор знаменитых психологических опытов — Вольф Мессинг — подарил Ковалёву боевой самолёт, построенный в Новосибирске на его личные сбережения, на фюзеляже которого была надпись: «Подарок от советского патриота В. Г. Мессинга Герою Советского Союза лётчику Балтики К. Ф. Ковалёву»[15]. Момент передачи самолёта был даже заснят кинохроникой[16][17].
- Ковалёв и Мессинг подружились и бывали в гостях друг у друга после войны[18].
- К. Ф. Ковалёв бывал после войны в Ленинграде на встречах ветеранов морской авиации ВМФ, ездил в Волгоград на слёт воспитанников Сталинградского военного авиационного училища лётчиков имени Сталинградского Краснознаменного пролетариата, не отказывался и от поездки в Ейск на юбилейные праздники Ейского высшего авиаучилища лётчиков.